# فیش ریور (آلاباما)
فیش ریور (آلاباما) (به انگلیسی: Fish River (Alabama)) رودخانه‌ای است که در ایالات متحده آمریکا جریان دارد.